# Ferdinando I di Napoli
Ferdinando Trastámara d'Aragona, del ramo di Napoli, noto semplicemente come Ferrante e chiamato dai contemporanei anche don Ferrando o Ferrando vecchio  (Valencia, 2 giugno 1423 – Napoli, 25 gennaio 1494), unico figlio maschio, illegittimo, di Alfonso I di Napoli, fu re di Napoli dal 1458 al 1494.

## Biografia

### L'eredità paterna

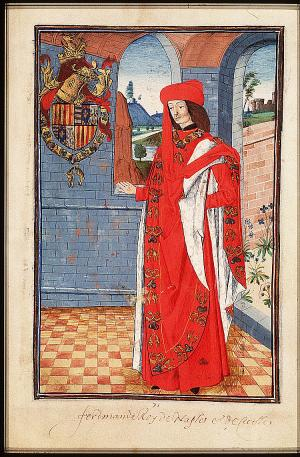
Ferrante I di Napoli, raffigurato come membro dell'Ordine del Toson d'oro

Sua madre, Gueraldona Carlino, era una donna di probabile origine napoletana che nel dicembre del 1423 aveva accompagnato Alfonso al suo ritorno in Spagna, dove poi sposò un tale Gaspar Reverdit di Barcellona.
Nell'intento di assicurare un buon futuro al figlio illegittimo, il padre Alfonso lo aveva chiamato a Napoli. Su disposizione del re, il 26 luglio 1438, il governatore de Corella, il vescovo Borja e il giovane Ferrante, con il suo seguito di giovani gentiluomini catalani, salparono da Barcellona per l'Italia. Il proposito di Alfonso era di preparare il suo unico figlio, anche se illegittimo, per il ruolo di erede del regno che stava conquistando. L'intera compagnia, il 19 agosto sbarcò a Gaeta, dove Ferrante si ricongiunse con il padre, che conosceva appena. Fra padre e figlio si sviluppò presto un forte legame affettivo, poiché Alfonso apprezzava l'acuta intelligenza e il coraggio del giovane, mentre Ferrante mostrava una reverente venerazione per il suo genitore. Alfonso, il 9 settembre del 1438, creò Ferrante cavaliere sul campo di Maddaloni dove Renato d'Angiò-Valois, sfidato a battaglia, non si era presentato.
Successivamente Ferrante, a seguito della morte dello zio Pedro, nell'aprile 1439 fu nominato luogotenente generale del regno. Il 17 febbraio 1440 il re Alfonso, per autorità propria, legittimò e dichiarò suo erede al trono di Napoli il figlio naturale Ferrante e quindi, nel gennaio 1441, si assicurò l'approvazione del parlamento dei baroni del regno che aveva convocato a Benevento. Il re Alfonso, sempre preoccupato per la successione, il 3 marzo 1443 nel monastero di San Liguoro conferì a Ferrante il titolo di duca di Calabria e ottenne, a seguito di una petizione da lui manovrata, che il parlamento dei baroni allora riunito proclamasse il proprio figlio erede legittimo al trono.
Il riconoscimento dei diritti di successione di Ferrante fu suggellato dalla bolla Regnans in altissimis emanata dal papa Eugenio IV nel luglio 1443 e in seguito confermato nel 1451 da Niccolò V. Ferrante nel 1444 si sposò con l'ereditiera Isabella di Taranto, figlia di Tristano di Chiaromonte e Caterina Orsini del Balzo, erede designata del principe di Taranto Giovanni Antonio Orsini del Balzo, suo zio materno, che non aveva figli legittimi. Isabella era anche nipote della regina Maria d'Enghien che, avendo sposato Ladislao I d'Angiò, era stata pertanto regina di Napoli, di Sicilia e del Regno di Gerusalemme dal 1406 al 1414.
Così come stabilito dal padre Ferrante gli succedette sul trono di Napoli nel 1458, all'età di 35 anni; ma il papa Callisto III, mal disposto nei suoi confronti, con bolla del 12 luglio dichiarò vacante il trono di Napoli non riconoscendo la successione di Ferrante perché, a suo dire, egli non era figlio né legittimo né naturale di Alfonso V d'Aragona, ma figlio di un servitore moro. Il pontefice morì nell'agosto del 1458 senza però raggiungere il suo obiettivo; il suo successore, il papa Pio II (1458-1464), invece, riconobbe come legittimo sovrano Ferrante, il quale fu incoronato solennemente il 4 febbraio 1459 nella Cattedrale di Barletta. Malgrado ciò il rivale Giovanni d'Angiò, approfittando del malcontento dei baroni napoletani, decise di tentare la riconquista del trono della sua dinastia, perduto dal padre, e invase Napoli.

### La guerra angioino-aragonese (1460-1464)
Ferrante fu inizialmente sconfitto dagli Angioini e dai baroni ribelli nella battaglia di Sarno il 7 luglio 1460. In tale occasione fu salvato dall'intervento di genti d'arme, "provisionati" e "coscritti", della Città della Cava capeggiati dai capitani Giosuè e Marino Longo: questi, giunti in località Foce di Sarno, discesero dal monte e attaccarono gli Angioini che, sorpresi e non potendo determinare l'entità dell'attacco, furono costretti ad arretrare concedendo a re Ferrante la possibilità di aprirsi per la via di Nola la fuga verso Napoli. Fortunatamente per lui quella battaglia non ebbe esito decisivo, anzi il sovrano ottenne ulteriori aiuti dal duca di Milano Francesco Sforza (condotti dal fratello Alessandro Sforza e dal nipote Roberto di San Severino conte di Caiazzo), da papa Pio II e infine dal condottiero albanese Giorgio Castriota Scanderbeg, debitore al re della protezione avuta in passato da Alfonso.
Le sorti della guerra si capovolsero a favore di Ferrante I il 18 agosto 1462 in Puglia con la battaglia di Troia, dove il re Ferrante e Alessandro Sforza inflissero una definitiva sconfitta ai loro avversari. Dopo la battaglia la schiera dei nemici di Ferrante andò costantemente disgregandosi. Nel settembre 1463, Marino Marzano, principe di Rossano, assediato in Sessa fu costretto a capitolare mentre a Giovanni d'Angiò fu concesso di rifugiarsi sull'isola d'Ischia. Il 16 novembre la morte di Giovanni Antonio Orsini del Balzo privò il fronte angioino del suo più influente capo e finanziatore. Con la morte del principe di Taranto si realizzava il disegno originario di Alfonso V d'Aragona di fare di Taranto il principato-cardine nelle mani sue e dei suoi eredi. Il feudo pugliese fu ereditato da sua moglie Isabella e divenne un punto di forza fondamentale per le risorse di Ferrante.

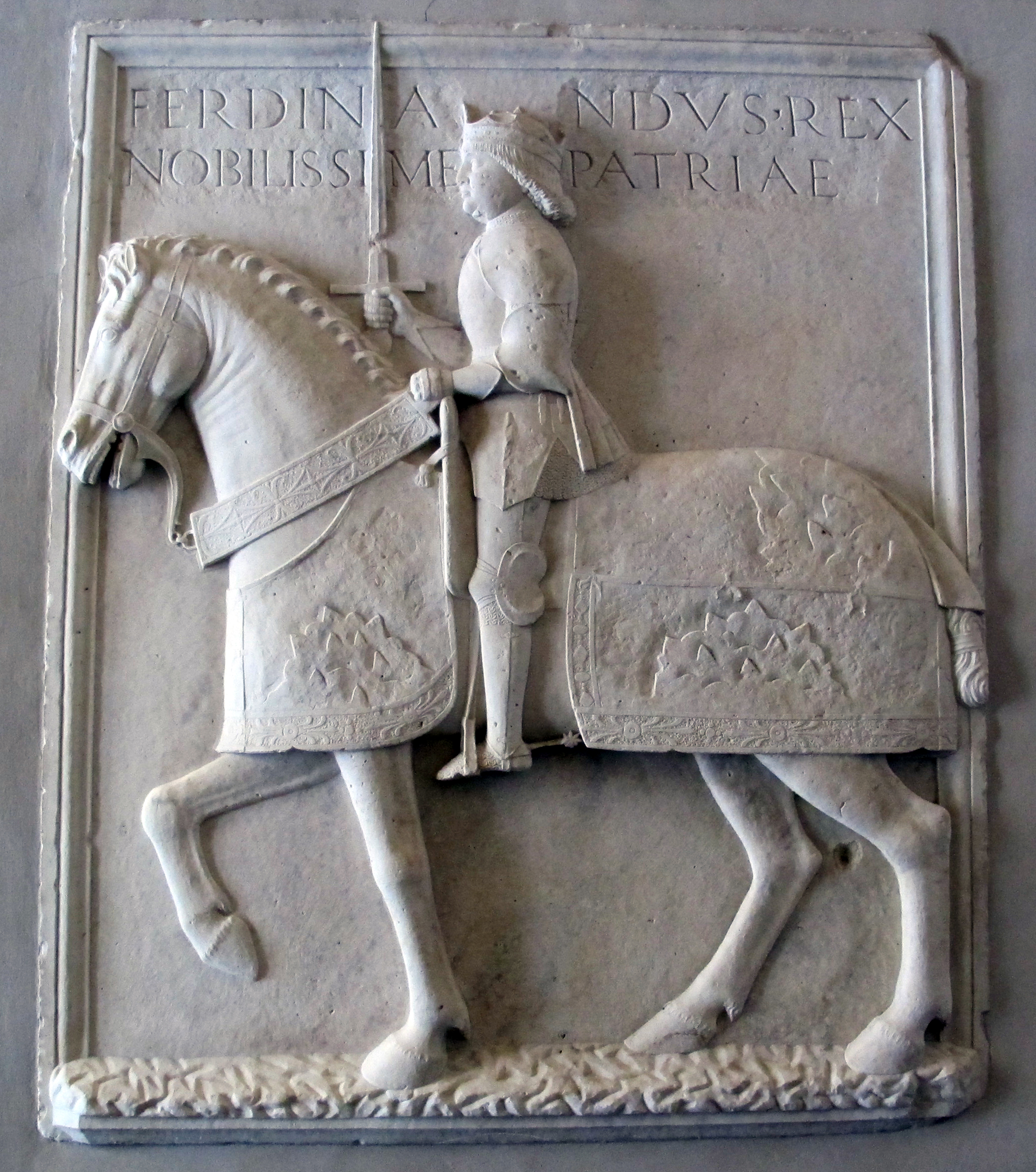
Ferrante I di Napoli raffigurato a cavallo, 1490 ca.

Rimaneva da conquistare l'isola d'Ischia, ultimo baluardo angioino, che era difesa dai fratelli Carlo e Giovanni Toreglia; questi con otto galee infestavano il golfo di Napoli al punto tale che re Ferrante chiese l'intervento di suo zio Giovanni II d'Aragona che gli mandò aiuti navali. Nella primavera del 1464, Giovanni d'Angiò, vistosi ormai isolato e sconfitto, ripartì con due galee per la Provenza.

### Ventennio di prosperità
La fine della ribellione dei baroni fu seguita da venti anni di pace interna che consentì al re Ferrante di rinforzare lo Stato e di accrescerne la ricchezza. La confisca delle terre dei baroni ribelli trasformò il rapporto di forza tra la Corona e la nobiltà del regno. Ferrante fu generoso con chi era stato leale alla sua causa, mentre eliminò coloro che gli furono ostili. Il re Ferrante non apportò modifiche all'apparato statale del regno di Napoli lasciando la burocrazia e le procedure amministrative così come le aveva impostate il padre Alfonso. Il re Ferrante, sempre diffidente verso i baroni, spinse i suoi sudditi a maggiore vigore economico con l'introduzione di nuove misure che di fatto consentivano, a tutta la popolazione del regno, di godere di maggiore libertà nella vita quotidiana. Con una legge del 1466, consentì ai coltivatori di disporre liberamente dei propri prodotti, svincolandoli dall'obbligo di dovere vendere le derrate al signore locale al prezzo da lui fissato.

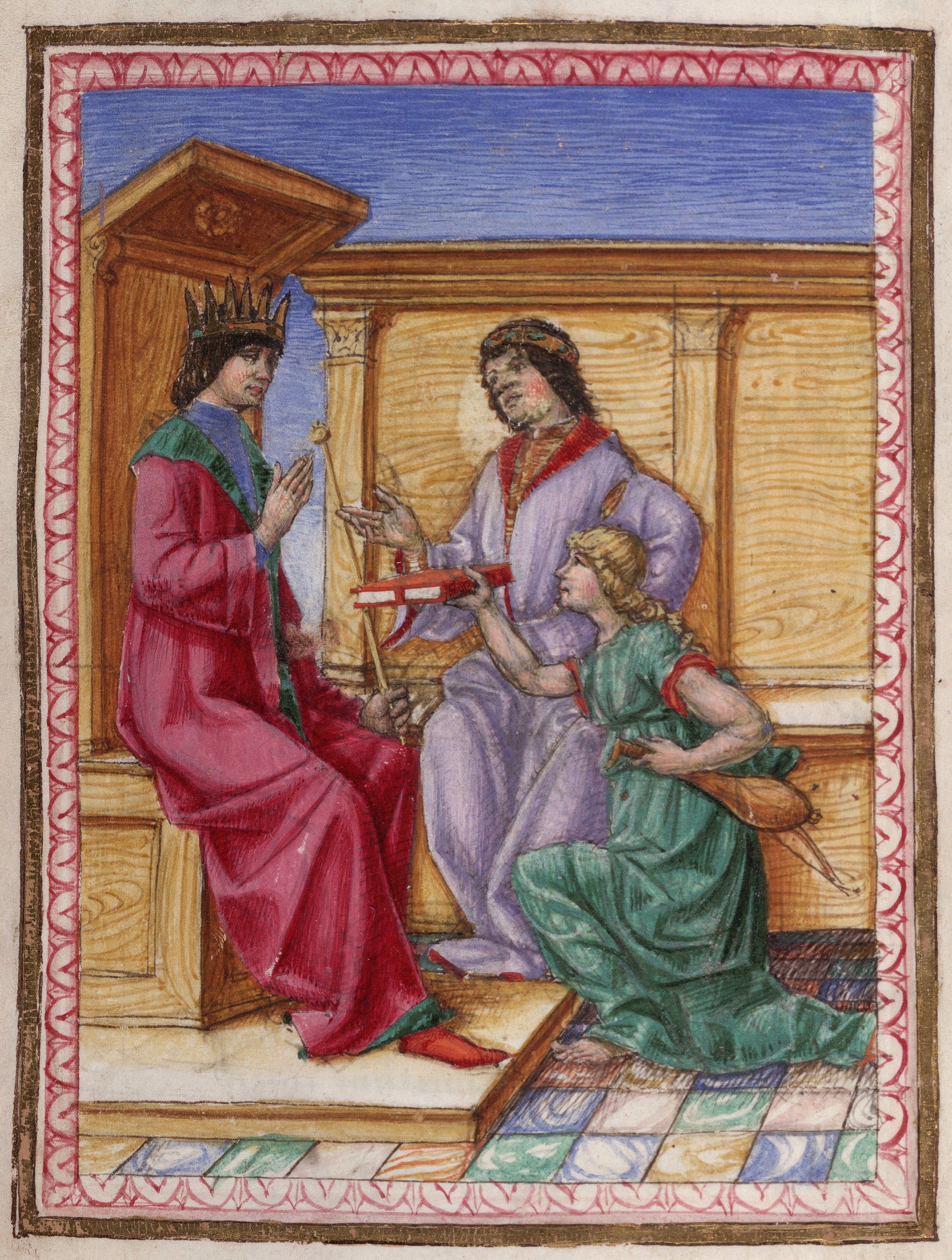
Miniatura della fine del XV secolo, forse degli anni '80 che mostra il re Ferrante mentre riceve dei doni

Le città demaniali acquisirono sempre maggiore importanza mentre imponeva maggiori controlli sul potere baronale. Nel regno, gli ebrei protetti dal re Ferrante svolgevano una notevole attività artigiana e commerciale. Per le libertà comunali fu un momento importante. Il re stesso concesse statuti alle città demaniali e ratificò quelli concessi dai baroni, favorendo la crescita di un'aristocrazia urbana come contrappeso alla nobiltà feudale. Nel ventennio di pace interna al regno, la numerosa famiglia fu utilizzata da Ferrante I per consolidare la dinastia con una serie di alleanze matrimoniali. Nel 1465, Alfonso, suo primogenito, sposò Ippolita Maria Sforza. Il Ducato di Bari fu assegnato prima a Maria Sforza e, dopo la sua morte, a Ludovico il Moro. La principessa Eleonora, figlia di Ferrante, andò in sposa a Ercole d'Este. Dopo la morte della moglie Isabella di Chiaromonte, Ferrante conservò il legame con la Spagna sposando, il 14 settembre 1477, la cugina Giovanna, sorella di Ferrante il Cattolico.

### La congiura dei Pazzi e il conflitto con Firenze
Le alleanze di Ferrante poggiavano principalmente sugli Sforza di Milano e gli Estensi di Modena e Ferrara.
Nel 1478 organizzò con Papa Sisto IV la congiura dei Pazzi per conquistare territori in Toscana.
Nel 1480 le truppe ottomane, sotto il comando di Maometto II, occuparono Otranto, massacrando la maggior parte della popolazione. L'anno successivo la città fu riconquistata dal figlio Alfonso, duca di Calabria.

### La congiura dei baroni
Il suo governo centralista portò nel 1485 a un tentativo di rivolta da parte dei baroni, tra i quali Pirro del Balzo, duca d'Andria e di Venosa, suo fratello Angilberto duca di Nardò, i Caracciolo di Melfi, Francesco Coppola, Conte di Sarno, e Antonello Sanseverino, Principe di Salerno, appoggiati dal papa Innocenzo VIII. L'insurrezione fu stroncata e molti nobili, ingannati con la promessa di Ferrante di un'amnistia generale, furono incarcerati a Castelnuovo per sua precisa volontà.

### La fine del regno
Nel 1486 Ferrante partecipò alla guerra per il ducato di Milano in appoggio agli Sforza. Incoraggiato da Ludovico Sforza, nel 1493 il re di Francia Carlo VIII, erede dei pretendenti angioini di Napoli, si preparava a invadere l'Italia per la conquista del Regno e Ferrante comprese di essere di fronte al più grande pericolo che avesse mai affrontato. Con un istinto quasi profetico mise in guardia i principi italiani rispetto alla calamità che stava per abbattersi su di loro, ma le trattative con il papa Alessandro VI e con Ludovico il Moro fallirono e Ferrante morì prima di avere assicurato la pace al suo regno.
Ferrante ebbe in dono un grande coraggio e una notevole abilità politica. Remunerò generosamente chi era stato leale alla sua causa, mentre fu severo, vendicativo e crudele verso i suoi nemici. Completamente italianizzato, continuò tuttavia l'opera edilizia paterna verso la città di Napoli. A lui si deve un primo ampliamento della cinta delle mura, al quale fece seguito un secondo nel 1499. Dei suoi tempi sono il bellissimo Palazzo Como, ora sede del Museo Filangieri (costruito fra il 1464 e il 1490), il Palazzo Diomede Carafa (1470), la facciata del Palazzo Sanseverino, ora della Chiesa del Gesù Nuovo (1470), nonché la Porta Capuana.
Ferrante morì il 25 gennaio 1494. Sul trono gli succedette il figlio Alfonso II di Napoli, che a sua volta abdicherà molto presto in favore del proprio figlio Ferrandino a causa dell'
invasione tanto temuta da Ferrante di Carlo VIII di Francia, che nel 1494 calò in Italia.
La mossa non sortì gli effetti sperati: la stirpe aragonese era ormai pericolosamente vacillante e l'imminente arrivo del sovrano francese spinse molti nobili napoletani a schierarsi dalla parte dell'invasore, agevolando la futura caduta dei reali dal trono.
Ferrandino morì precocemente senza eredi nel 1496, all'età di 28 anni. Il trono fu affidato a Federico I di Napoli, che era figlio di Ferrante e di sua moglie, Isabella di Taranto; fratello di Alfonso II, fu Re di Napoli dal 1496 al 1503. Al momento della salita al trono di Federico, non si erano ancora spente le rivendicazioni francesi alla corona di Napoli. A queste si aggiunsero le nuove aspirazioni di Ferdinando il Cattolico, cugino di Federico, che invase e conquistò con le armi il Regno di Napoli nel 1504.
(Dragoncino da Fano, in El lamento del Reame di Napoli. Guerre in ottava rima, vol. 3, cap. 1.1, 1528)

## Aspetto e personalità

Nicodemo nel Compianto sul Cristo morto di Guido Mazzoni, Chiesa di Sant'Anna dei Lombardi, 1492. A parere di alcuni critici un ritratto di Ferrante.

Ferrante fu di media statura, castano di capelli e di volto brunastro. Si diceva che fosse dotato addirittura d'una forza sovrumana, a tal punto che un giorno, recatosi alla Basilica di Santa Maria del Carmine per ascoltare la messa, incontrò in piazza del Mercato un toro inferocito che seminava il terrore tra i presenti e lo fermò afferrandolo per un corno. Gaetano Canzano Avarna così lo descrive:

In effetti, se remunerò generosamente coloro che erano stati leali alla sua causa, quali il conte Onorato II Caetani, fu viceversa severo, vendicativo e crudele verso i propri nemici, e non di rado ricorse all'inganno e a false promesse pur di attirarli nella propria rete. Come il padre, egli si mostrò religioso, tanto da assistere alla messa in ginocchio e da proseguire la tradizione di lavare i piedi ai poveri il Giovedì santo.

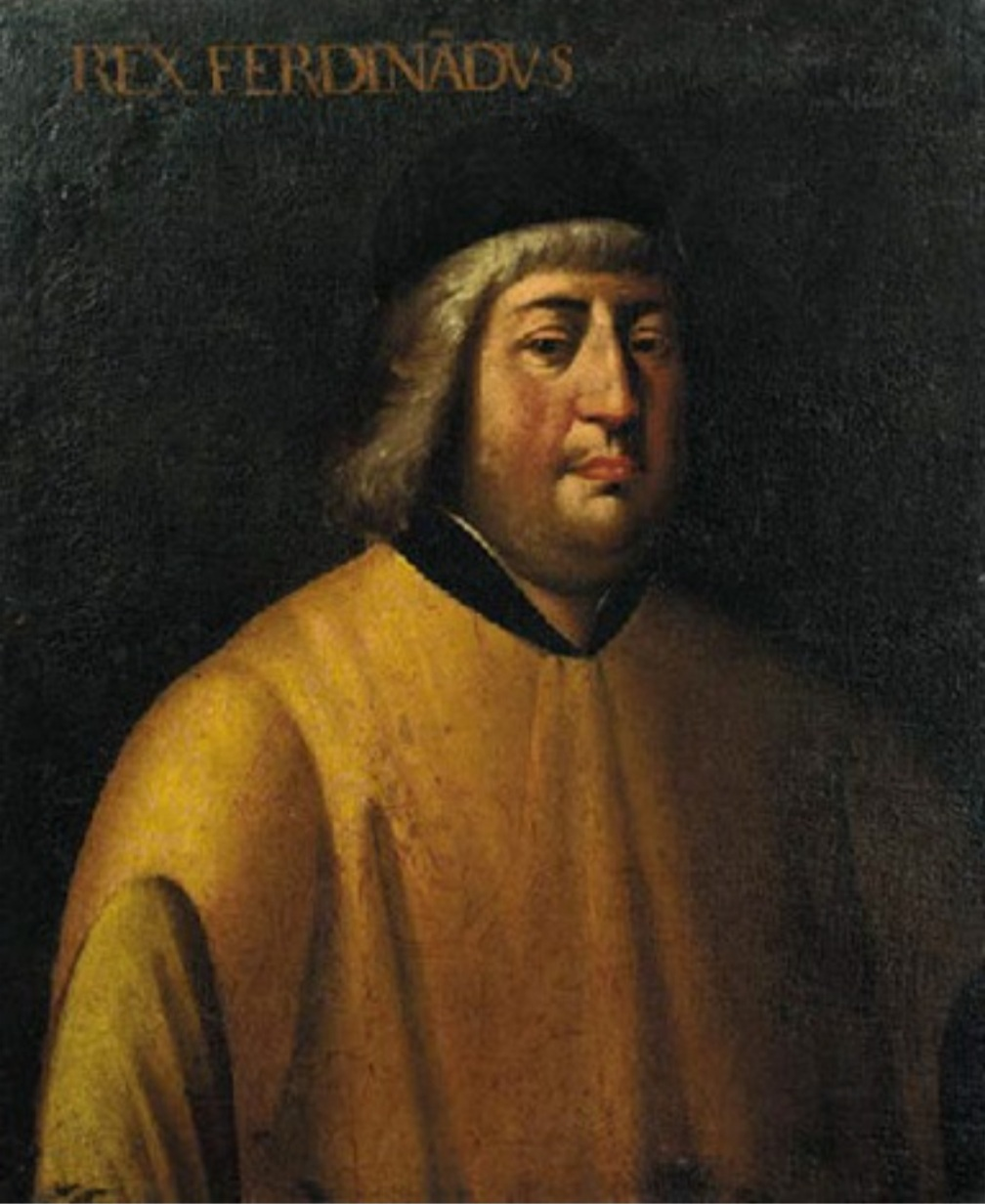
Ritratto postumo di re Ferrante d'Aragona in soprabito ricamato

Fu uomo assai passionale, nutriva un'attrazione quasi patologica nei confronti delle giovani donne. Fu perfino accusato d'incesto con la sorella Eleonora, relazione che sarebbe stata alla base dell'odio nutrito nei suoi confronti dal cognato Marino Marzano. In vecchiaia fu talmente appassionato da Giovannella Caracciolo, figlia del conte Giacomo di Brienza, "la quale veramente è la più bella damisella de Napoli al iuditio de omne persona" che era pronto a farne la propria regina, se non fosse stato per i gagliardi rimproveri del figlio Alfonso, il quale gli strappò la promessa che non l'avrebbe sposata. Nonostante le numerose amanti e concubine, amò tantissimo la propria consorte Isabella di Chiaramonte, donna dalle eccezionali virtù, la cui morte lo afflisse grandemente. Come padre fu assai presente e affezionatissimo alla propria prole, noto è soprattutto il fortissimo affetto mostrato per le proprie figlie, specie per la primogenita Eleonora.
Amava sommamente i bambini e gli piaceva circondarsene, difatti quando la stessa Eleonora si recò in visita a Napoli nel 1477, Ferrante la persuase a lasciare presso la propria corte, oltre al neonato appena partorito, anche la piccola nipote Beatrice, la quale egli poi crebbe come una figlia. Prese altresì sotto la propria protezione i due orfani del conte don Diego Cavaniglia, ovvero Troiano e Nicolina, come aveva a suo tempo protetto anche lo stesso Diego, rimasto prestissimo orfano di padre. Quando fece incarcerare il cognato Marino Marzano per il tradimento della congiura dei baroni, Ferrante si prese cura delle nipoti e particolarmente di Camilla, che fu educata presso la sua corte. Presso di lui aveva pure trovato rifugio la piccola Maria Balsa, figlia del despota di Serbia o più probabilmente del signore di Misia, che insieme alla zia Andronica Cominata fuggiva dalla Grecia invasa dai turchi.

## Discendenza

### Figli legittimi
Dalla prima moglie Isabella di Chiaromonte ebbe sei figli:
- Alfonso detto "il Guercio" (4 novembre 1448 – 18 dicembre 1495), re di Napoli dal 1494 al 1495;
- Eleonora (22 giugno 1450 – 11 ottobre 1493), moglie di Ercole I d'Este, duca di Ferrara.
- Federico (16 ottobre 1451 – 9 novembre 1504), re di Napoli dal 1496 al 1501;
- Giovanni (25 giugno 1456 – 17 ottobre 1485), cardinale;
- Beatrice (14 settembre o 16 novembre 1457 – 23 settembre 1508), regina d'Ungheria in quanto moglie di Mattia Corvino e regina di Boemia e Ungheria come moglie di Ladislao II;
- Francesco (16 dicembre 1461 – 26 ottobre 1486), duca di Sant'Angelo e marchese di Bisceglie.

Dalla seconda moglie Giovanna d'Aragona ebbe una figlia e un figlio:
- Giovanna, detta "Giovannella" (20 aprile 1479 – 27 agosto 1518), regina di Napoli in quanto consorte del nipote Ferrandino d'Aragona e successivamente per breve tempo viceregina di Napoli.
- Carlo (1480 - 26 ottobre 1486), morto di tifo.[13]

Un caso particolare fu l'adozione, nel 1477, della nipote Beatrice d'Este, di due anni. Diversamente dall'altro nipotino omonimo che, nato a Napoli durante una visita della figlia Eleonora, fu lasciato presso il nonno in attesa che crescesse abbastanza da poter affrontare un viaggio per Ferrara, ma continuò a essere considerato proprietà dei genitori, Beatrice fu trattenuta in via definitiva. Posta sotto la diretta ed esclusiva potestà del re, la bambina era considerata a tutti gli effetti figlia sua e di Giovanna, sostituì al proprio cognome quello di Aragona e i genitori perdettero ogni autorità su di lei. La situazione si mantenne fino al 1485, quando il promesso sposo Ludovico il Moro, preoccupato forse dalla cattiva fama di Ferrante e della sua corte, intraprese una lunga e laboriosa trattativa col re e coi genitori affinché Beatrice fosse educata a Milano o a Ferrara. Ferrante gliela negò con "buone et vive ragioni",  adducendo, fra le varie scuse, che aveva soltanto dieci anni, che l'amava come una figlia e che non era pronta per le nozze. Si giunse al punto che Ludovico, adirato, minacciò di sciogliere la promessa matrimoniale: ciò non turbò Ferrante, pronto a trovarle un partito migliore; turbò invece grandemente i genitori, bisognosi dei favori del Moro. Eleonora supplicò accoratamente il padre di restituirle la figlia, cosicché, dopo mesi di trattative, Ferrante accettò a malincuore di separarsene.

### Figli illegittimi
Dalla concubina Diana Guardato:
- Maria (1440 – 1460), moglie di Antonio Todeschini Piccolomini, duca di Amalfi;
- Giovanna (... – 1475 ca.), moglie di Leonardo Della Rovere, duca di Arce e Sora;
- Ilaria, moglie di Giovanni del Tevere, prefetto di Roma e nipote di Sisto IV;
- Enrico (... – 1478), primogenito e marchese di Gerace.

Da Marchesella Spitzata, sorella del suo cappellano e del suo montiero:
- Maria (1451 – ...).[19]

Da Piscicella Piscicelli:
- Cesare, marchese di Santa Agata;
- Alfonso (1460 – 1510), Principe della Galilea e poi vescovo di Chieti. Sposò Carlotta di Lusignano (1468 – 1480), figlia naturale del re Giacomo II di Cipro.

Da Eulalia Ravignano:
- Maria Cecilia, moglie di Gian Giordano Orsini, signore di Bracciano;
- Lucrezia (secondo altre fonti figlia di Diana Guardato[17]), moglie di Onorato III Caetani, duca di Traetto, principe di Altamura e conte di Fondi.

Controversa è la situazione relativa ai figli avuti da Giovannella Caracciolo, la più bella tra le figlie del conte Giacomo di Brienza, che Ferrante ottenne a forza nel 1472 tramite accordi con il padre, ma senza il consenso né della madre né della diretta interessata. Giovannella, che doveva essere molto giovane (è definita una puta, cioè una bambina), rimase a corte per circa due anni. I Successi tragici et amorosi di Silvio Ascanio Corona riferiscono che diede a Ferrante tre figli:
- Ferdinando, duca di Montalto, che per altri è figlio di Diana Guardato;[20]
- Maria, moglie di Alfonso d'Avalos, marchese di Vasto;
- Giovanna, moglie di Ascanio Colonna.

Altre fonti la dicono madre di Cesare e Alfonso, che i Successi indicano invece come figli di Piscicella, nonché di Ferdinando, conte di Arena e Stilo, e Leonora. È chiaro che non poté essere madre di tutti costoro, in relazione sia alla giovane età, sia al poco tempo trascorso a corte, sia al noto uso di anticoncezionali che Alfonso aveva procurato al padre dall'Oriente.

## Ascendenza
|                         |     |                               | Genitori                |  |  | Nonni |  |  | Bisnonni                |  |  | Trisnonni              |  |
|                         |     |                               |                         |  |  |       |  |  | Giovanni I di Castiglia |  |  | Enrico II di Castiglia |  |
|                         |     |                               |                         |  |  |       |  |  | Giovanni I di Castiglia |  |  | Enrico II di Castiglia |  |
|                         |     | Giovanna Manuele              |                         |  |  |       |  |  | Giovanni I di Castiglia |  |  |                        |  |
| Ferdinando I di Aragona |     |                               |                         |  |  |       |  |  | Giovanni I di Castiglia |  |  |                        |  |
|                         |     | Eleonora d'Aragona            | Pietro IV di Aragona    |  |  |       |  |  |                         |  |  |                        |  |
|                         |     | Eleonora d'Aragona            | Pietro IV di Aragona    |  |  |       |  |  |                         |  |  |                        |  |
|                         |     | Eleonora d'Aragona            | Eleonora di Sicilia     |  |  |       |  |  |                         |  |  |                        |  |
| Alfonso V d'Aragona     |     | Eleonora d'Aragona            |                         |  |  |       |  |  |                         |  |  |                        |  |
|                         |     | Sancho Alfonso d'Alburquerque | Alfonso XI di Castiglia |  |  |       |  |  |                         |  |  |                        |  |
|                         |     | Sancho Alfonso d'Alburquerque | Alfonso XI di Castiglia |  |  |       |  |  |                         |  |  |                        |  |
|                         |     | Sancho Alfonso d'Alburquerque | Eleonora di Guzmán      |  |  |       |  |  |                         |  |  |                        |  |
| Eleonora d'Alburquerque |     | Sancho Alfonso d'Alburquerque |                         |  |  |       |  |  |                         |  |  |                        |  |
|                         |     | Beatrice del Portogallo       | Pietro I del Portogallo |  |  |       |  |  |                         |  |  |                        |  |
|                         |     | Beatrice del Portogallo       | Pietro I del Portogallo |  |  |       |  |  |                         |  |  |                        |  |
|                         |     | Beatrice del Portogallo       | Inés de Castro          |  |  |       |  |  |                         |  |  |                        |  |
| Ferdinando I di Napoli  |     | Beatrice del Portogallo       |                         |  |  |       |  |  |                         |  |  |                        |  |
|                         | ... | ...                           |                         |  |  |       |  |  |                         |  |  |                        |  |
|                         | ... | ...                           |                         |  |  |       |  |  |                         |  |  |                        |  |
|                         | ... | ...                           |                         |  |  |       |  |  |                         |  |  |                        |  |
| Enrico Carlino          | ... |                               |                         |  |  |       |  |  |                         |  |  |                        |  |
|                         |     | ...                           | ...                     |  |  |       |  |  |                         |  |  |                        |  |
|                         |     | ...                           | ...                     |  |  |       |  |  |                         |  |  |                        |  |
|                         |     | ...                           | ...                     |  |  |       |  |  |                         |  |  |                        |  |
| Gueraldona Carlino      |     | ...                           |                         |  |  |       |  |  |                         |  |  |                        |  |
|                         |     | ...                           | ...                     |  |  |       |  |  |                         |  |  |                        |  |
|                         |     | ...                           | ...                     |  |  |       |  |  |                         |  |  |                        |  |
|                         |     | ...                           | ...                     |  |  |       |  |  |                         |  |  |                        |  |
| Isabella Carlino        |     | ...                           |                         |  |  |       |  |  |                         |  |  |                        |  |
|                         |     | ...                           | ...                     |  |  |       |  |  |                         |  |  |                        |  |
|                         |     | ...                           | ...                     |  |  |       |  |  |                         |  |  |                        |  |
|                         |     | ...                           | ...                     |  |  |       |  |  |                         |  |  |                        |  |
|                         |     | ...                           |                         |  |  |       |  |  |                         |  |  |                        |  |

## Nella cultura di massa

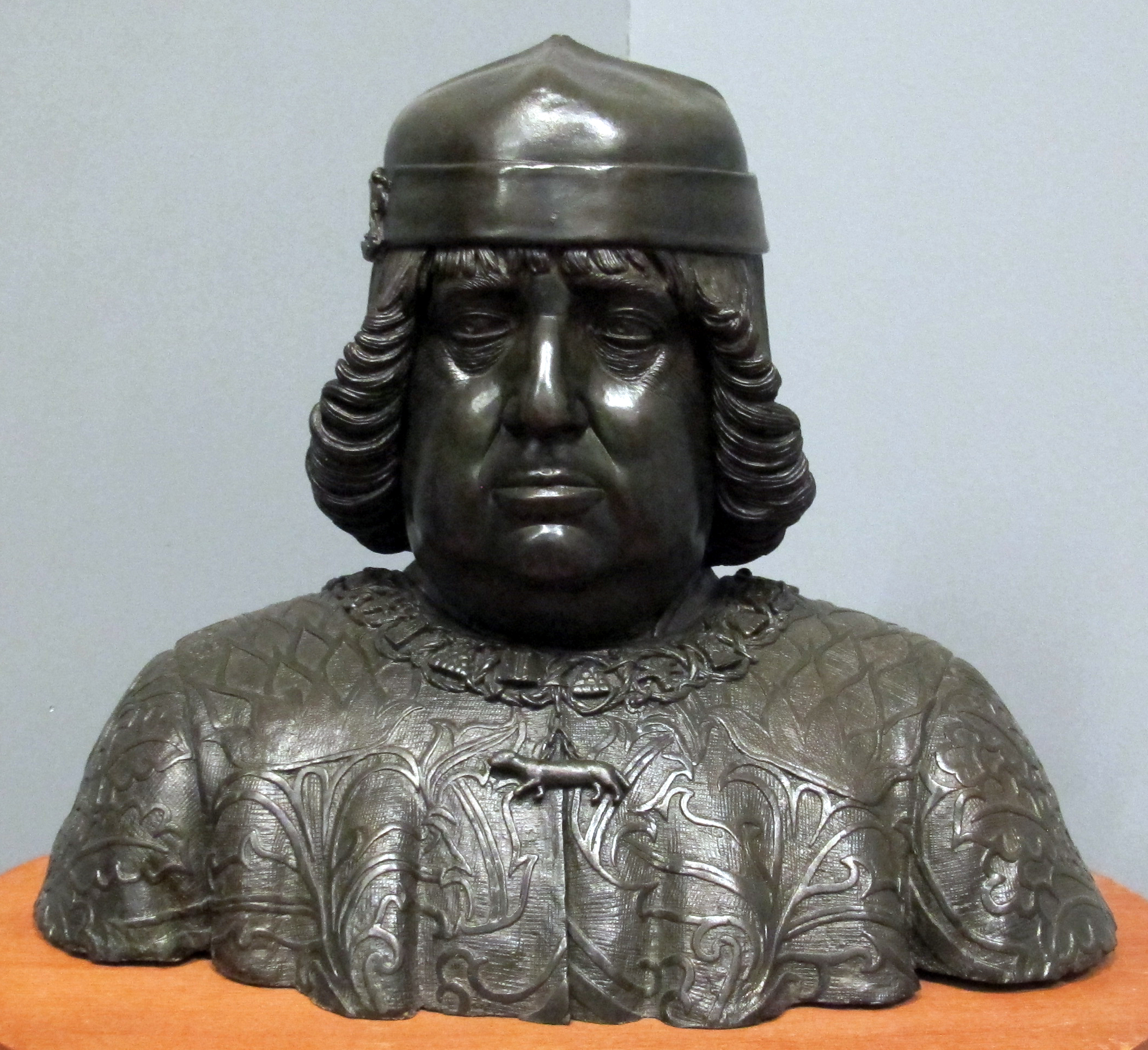
Guido Mazzoni, Busto del re Ferrante d'Aragona con il collare dell'Ordine dell'Ermellino, da lui istituito, Museo di Capodimonte, Napoli, 1489-1492

### Letteratura
Ferrante è protagonista:
- dell'omonima tragedia "Ferrante" di Giuseppe Campagna (1842), ispirata agli eventi conclusivi della famosa Congiura dei Baroni del 1485-1486.
- del romanzo "Del proibito amor – Storia napoletana del XV secolo" di Dino Falconio (2014), ispirato alla presunta relazione incestuosa che Ferrante avrebbe intrattenuto con la sorella Eleonora.

Compare inoltre come personaggio nei fumetti:
- Gli 800 Martiri – La presa di Otranto, di Franco Baldi e Giovanni Ballati (2017).
- Sanseverino – Storia di una grande famiglia italiana, di Giuseppe Rescigno e Antonio Pannullo (1994).

### Televisione
- Nella serie televisiva canadese del 2011-2013 I Borgia, un Ferrante anziano e moribondo è impersonato dall'attore Joseph Kelly.
- Nella serie britannico-statunitense di genere storico-fantastico del 2013-2015 Da Vinci's Demons, Ferrante è impersonato dall'attore inglese Matthew Marsh.
- Nella serie televisiva anglo-italiana del 2016-2019 I Medici, Ferrante è impersonato dall'attore britannico Ray Stevenson.

## Onorificenze
Il 29 settembre 1465 Ferrante fondò il famoso Ordine dell'Ermellino, del quale furono insigniti lo stesso sovrano, il figlio Alfonso, il nipote Ferrandino e molte altre personalità importanti, quali Ercole I d'Este, Galeazzo Maria Sforza, Ludovico il Moro, Federico da Montefeltro e Carlo I di Borgogna.

## Opere
- Ferdinando d'Aragona, Esortazione di insorgere contro i baroni ribelli, Napoli, Francesco Del Tuppo, 1486.
- Una raccolta di lettere in latino fu pubblicata sotto il suo nome nel 1585 con il titolo Epistole Militari o meglio Regis Ferdinandi et aliorum Epistolae ac Orationes utriusque militiae[22];
- Gli viene attribuito un opuscolo teologico-dogmatico, il De causis quare Deus fecit peccabile genus humanum[23].

## Numismatica

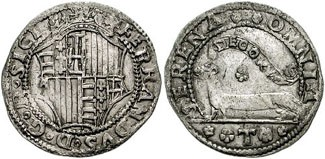
Moneta napoletana (Armellino) di Ferdinando I
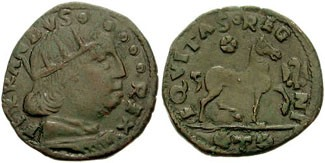
Cavallo (moneta napoletana) di Ferdinando I
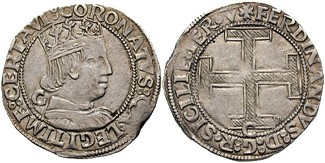
Coronato napoletano di Ferdinando I, del 1458
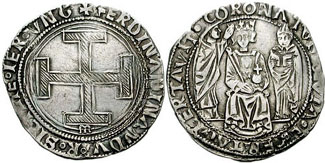
Coronato napoletano di Ferdinando I, del 1462
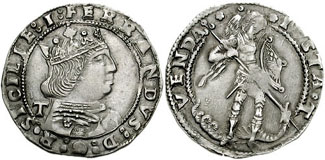
Coronato napoletano di Ferdinando I, del 1488
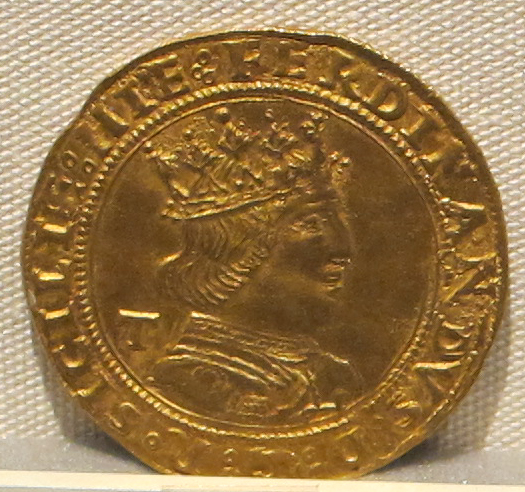
Moneta d'oro con l'effige coronato di Ferdinando
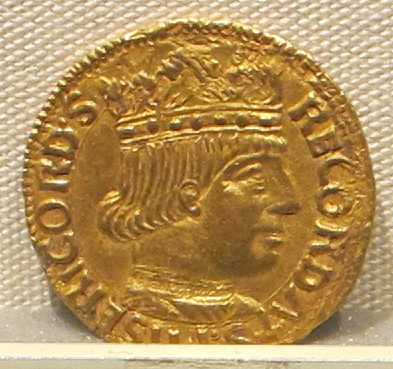
Moneta con l'effige di Ferdinando